# LVS-97
LVS-97（ロシア語: ЛВС-97）は、かつてロシア連邦に存在した輸送用機器製造メーカーのペテルブルク路面電車機械工場が製造した路面電車車両。71-147という形式番号も有する。

## 概要
1997年から製造が行われた片運転台の2車体連接車。従来ペテルブルク路面電車機械工場で量産されていた連接車のLVS-86とは構造が異なり、中間部のボギー台車が車体間（連接部）ではなく先頭車体に設置されているのが特徴である。そのため車体毎に全長が異なっており、先頭車体は13 m、後方車体は9 mである。双方の車体間には貫通路が設置され、ゴム布生地の蛇腹状の幌によって覆われている。車体は溶接構造を用いた鋼製だが、後述のように2000年以降に製造された車両は前面にグラスファイバーが用いられている。運転室は仕切りによって客室と分けられており、乗務員専用の乗降扉も右側面に設置されている。乗客用の両車体共に右側面2箇所に存在するが、うち先頭車体については隣り合う形で配置されている。
台車は先頭車体に動力台車が2台、後方車体に付随台車が1台設置され、動力台車には主電動機が2基搭載される他、各台車にはディスクブレーキ、もしくはドラムブレーキが存在する。車内照明を始めとする低電圧供給用として、オンボート電圧コンバータ（BPN）やメンテナンスの簡素化を図った充電池が設置されている。制動には電空併用ブレーキ（発電ブレーキ、空気ブレーキ）が使用される他、非常時には電磁吸着ブレーキが作動する。
これらの設計や機構の一部は、1993年から1994年にかけて試作されたLVS-93（3車体連接車）に導入された要素が用いられている。

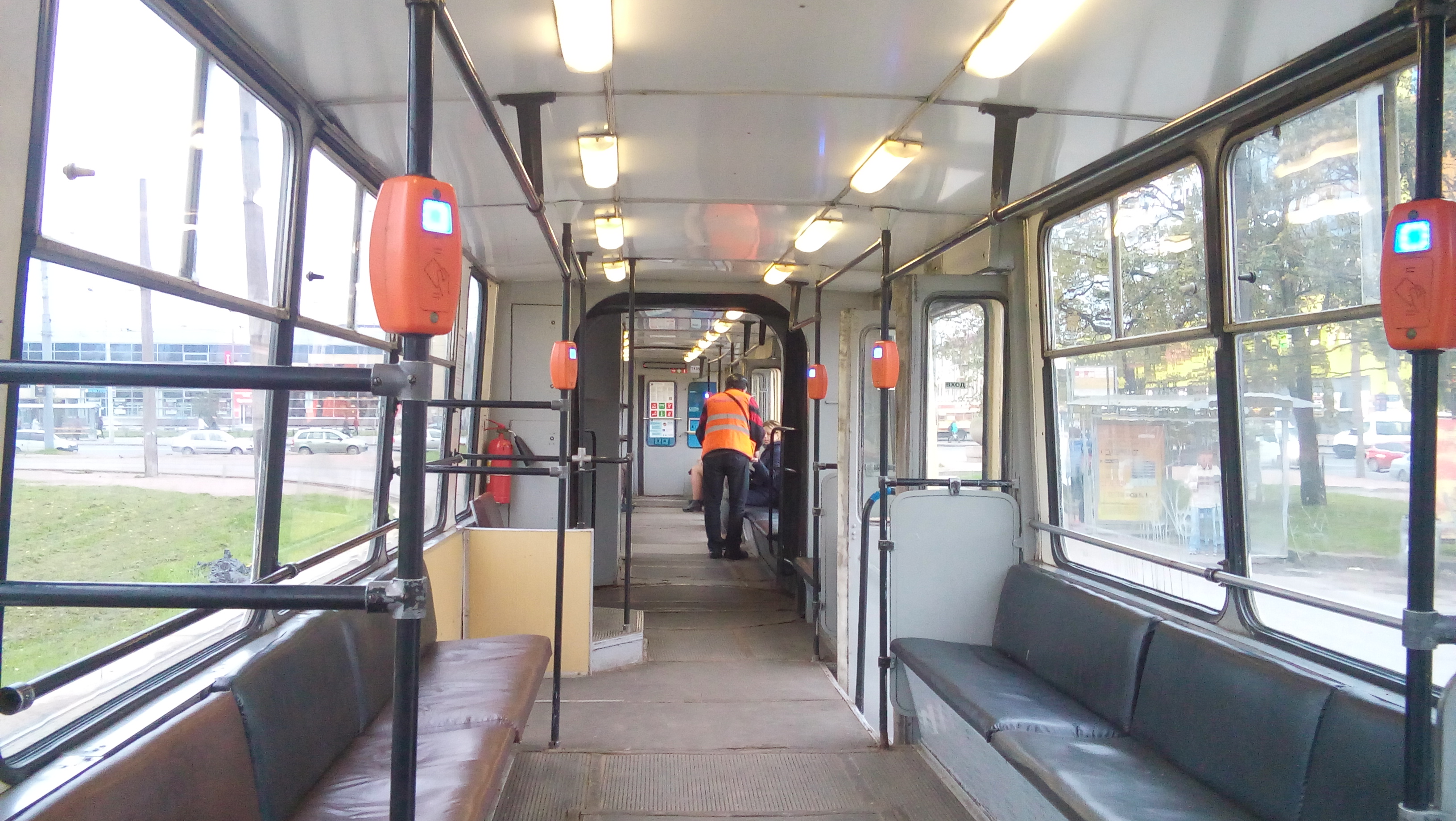
車内
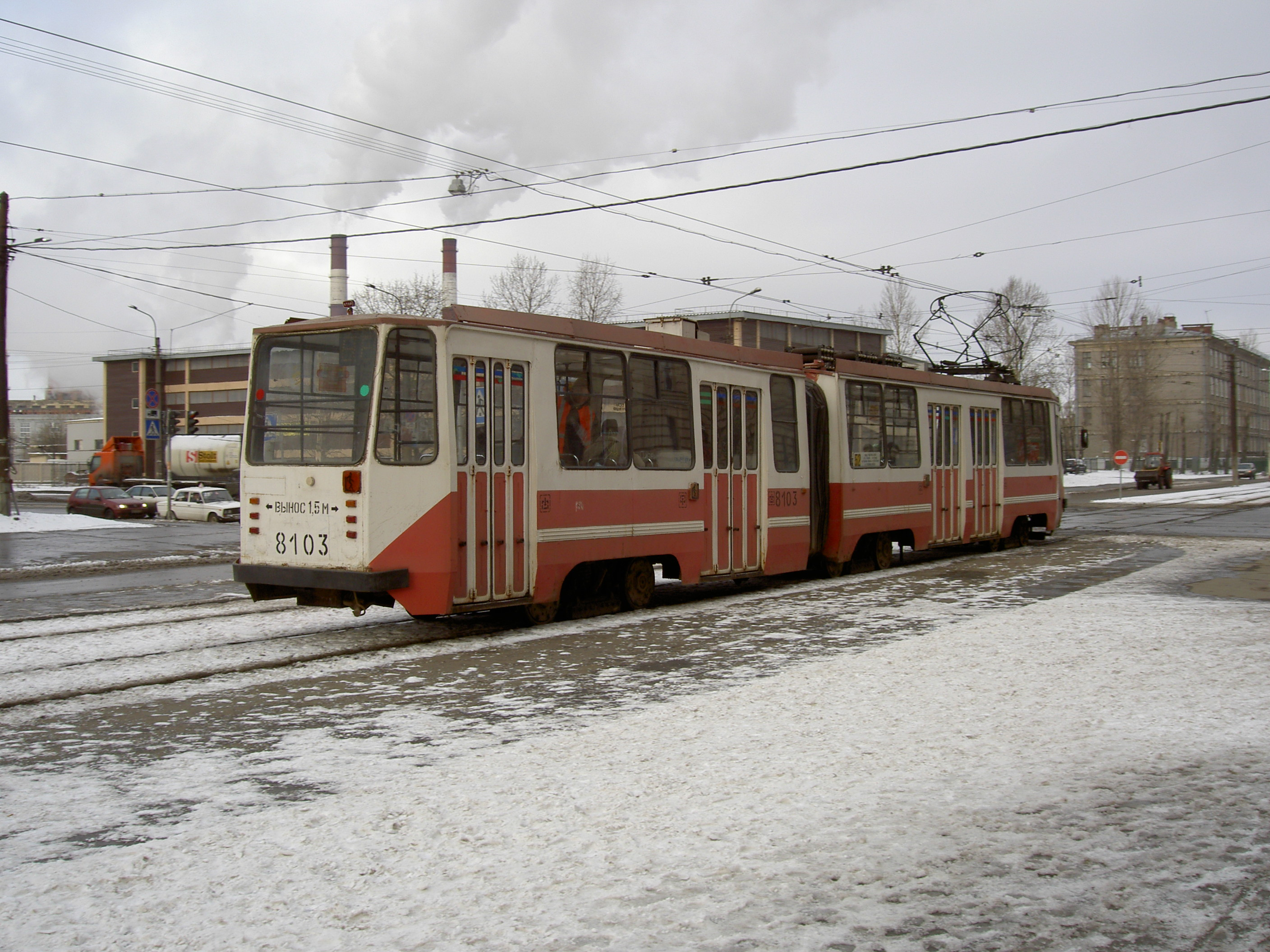
後方の車体には運転台がない

## 運用・車種
LVS-97は1997年から2004年にかけて50両が製造され、サンクトペテルブルク（サンクトペテルブルク市電）を始めとするロシア連邦の各都市に導入された。製造過程で座席や窓の配置を始めとした設計変更が行われ、特に2000年以降に製造された車両は前面デザインが変わりグラスファイバーが用いられるようになった他、2001年からは乗降扉の形状や先頭車体の扉配置も変更された。これらの車両は電気機器や車体形状の違いにより、以下の形式に分類される。
- LVS-97K（ЛВС-97К、71-147） - LVS-97における基本形式。1997年から2002年までに41両が製造された。主電動機には直流電動機、制御装置には抵抗制御方式が導入された[1][2][4]。
- LVS-97M（ЛВС-97М、71-147）、 - 1998年に2両が製造された試作形式で、電機子チョッパ制御方式（IGBT素子）が用いられた。うちヴィテプスク（ヴィテプスク市電）に導入された1両は試験終了後に消費電力を抑えたVVVFインバータ制御の「LVS-97A」に改造された一方、サンクトペテルブルク市電に導入された1両についてはペテルブルク電気車両博物館（Ретро-трамвай — петербургская классика）に保存されている[1][3][7][8]。
- LVS-97A（ЛВС-97А、71-147А） - 主電動機に誘導電動機を用い、VVVFインバータ制御装置を搭載した形式。LVS-97Mから改造された1両に加え、1998年から2003年の間に6両が新造された[1][2][9]。
- LVS-97A-01（ЛВС-97А-01、71-151А） - 2004年に1両が試作された形式。電気機器はLVS-97Aと同様だが、後方車体の大部分が低床構造となっている[1][9]。

LVS-97が導入された都市は以下の通りである。
| 形式       | 国         | 都市                                            | 導入車両数 |
| ---------- | ---------- | ----------------------------------------------- | ---------- |
| LVS-97     | ロシア連邦 | サンクトペテルブルク (サンクトペテルブルク市電) | 37両       |
| LVS-97     | ロシア連邦 | コロムナ (コロムナ市電)                         | 11両       |
| LVS-97     | ロシア連邦 | クラスノヤルスク (クラスノヤルスク市電)         | 2両        |
| LVS-97M    | ロシア連邦 | サンクトペテルブルク (サンクトペテルブルク市電) | 1両        |
| LVS-97M    | ベラルーシ | ヴィーツェプスク (ヴィーツェプスク市電)         | 1両        |
| LVS-97A    | ロシア連邦 | サンクトペテルブルク (サンクトペテルブルク市電) | 6両        |
| LVS-97A-01 | ロシア連邦 | サンクトペテルブルク (サンクトペテルブルク市電) | 1両        |

## ギャラリー

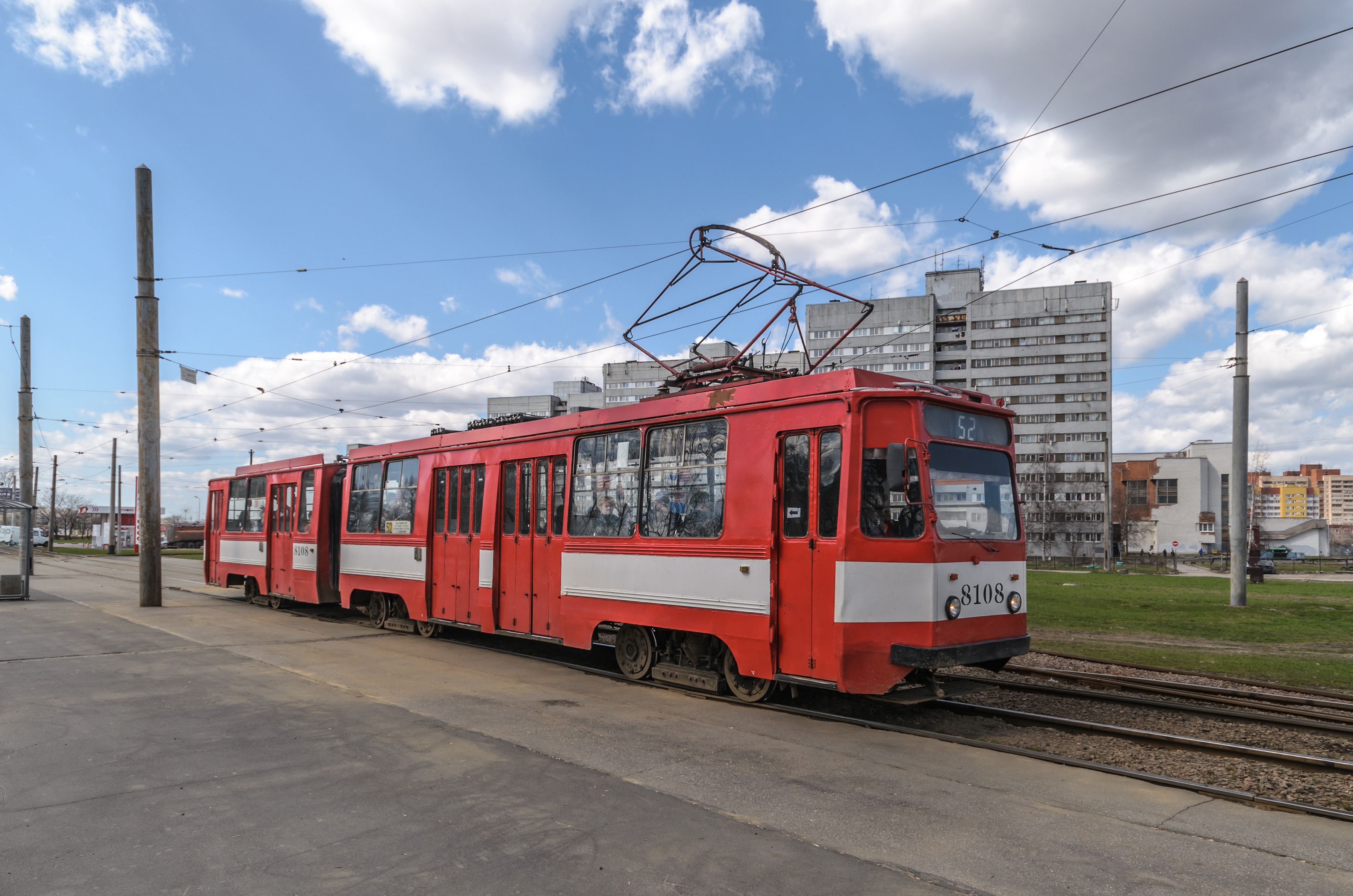
LVS-97K（サンクトペテルブルク、2013年撮影）
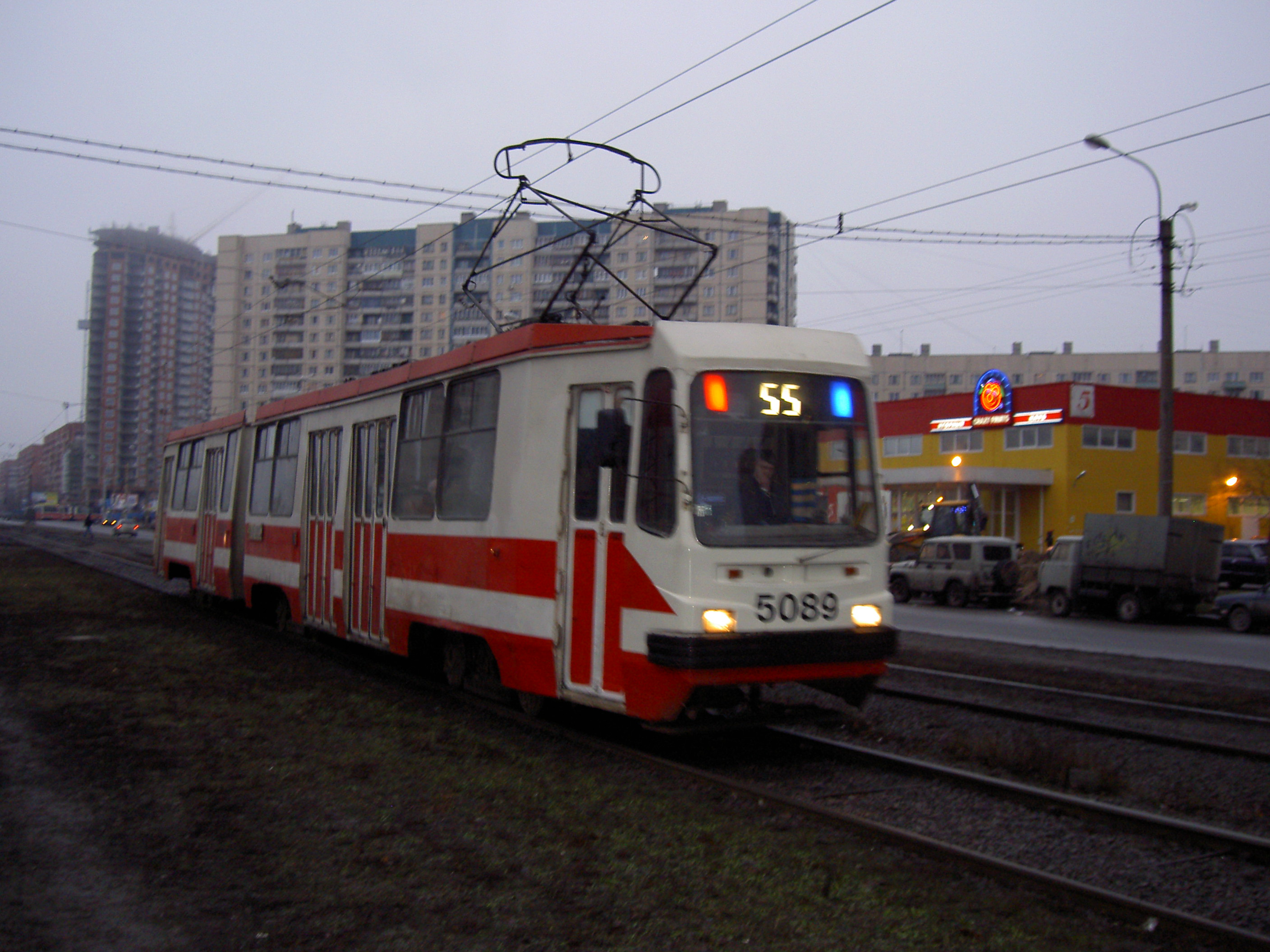
LVS-97K（前面形状変更）（サンクトペテルブルク、2007年撮影）
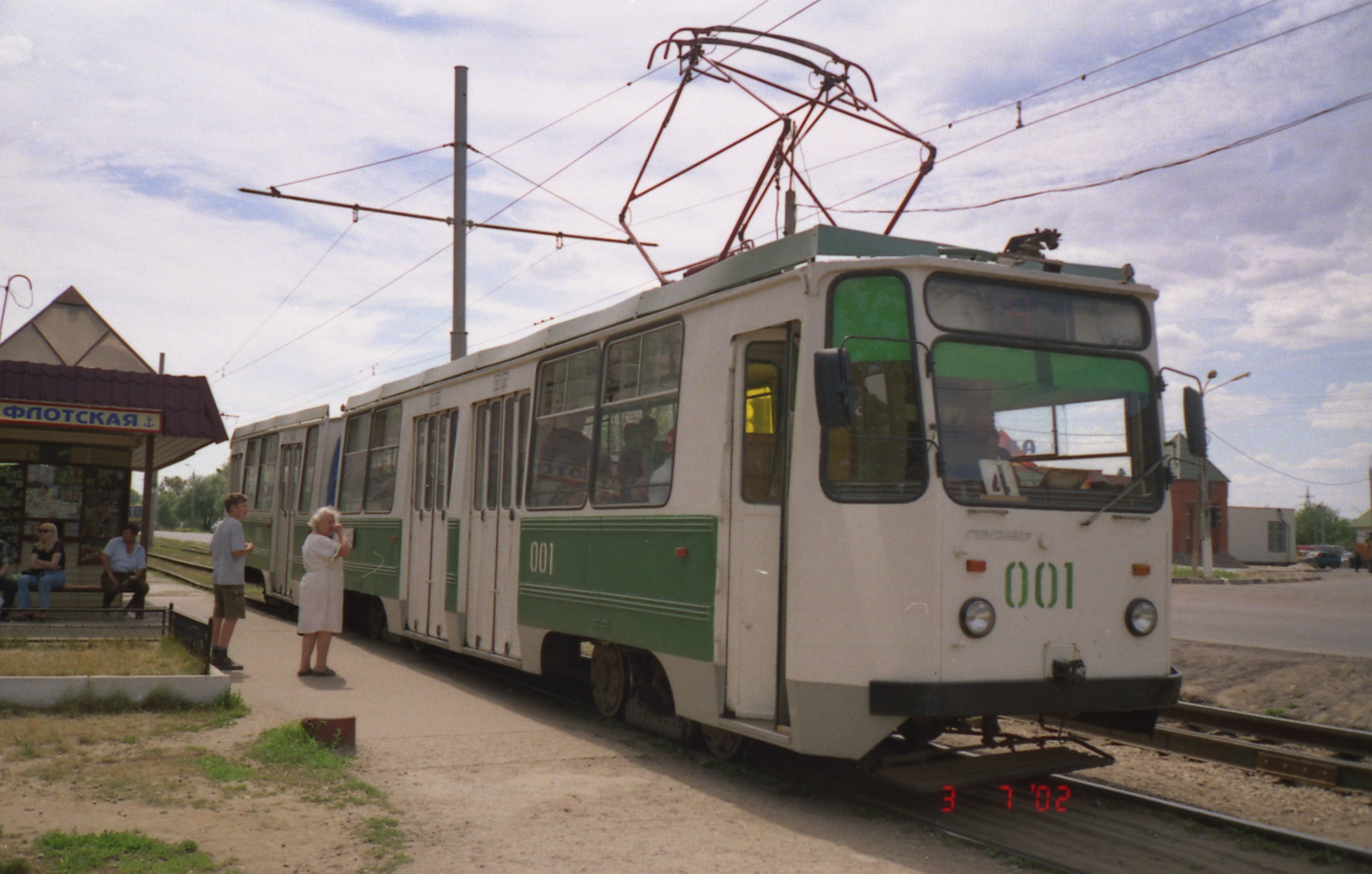
LVS-97K（コロムナ、2002年撮影）
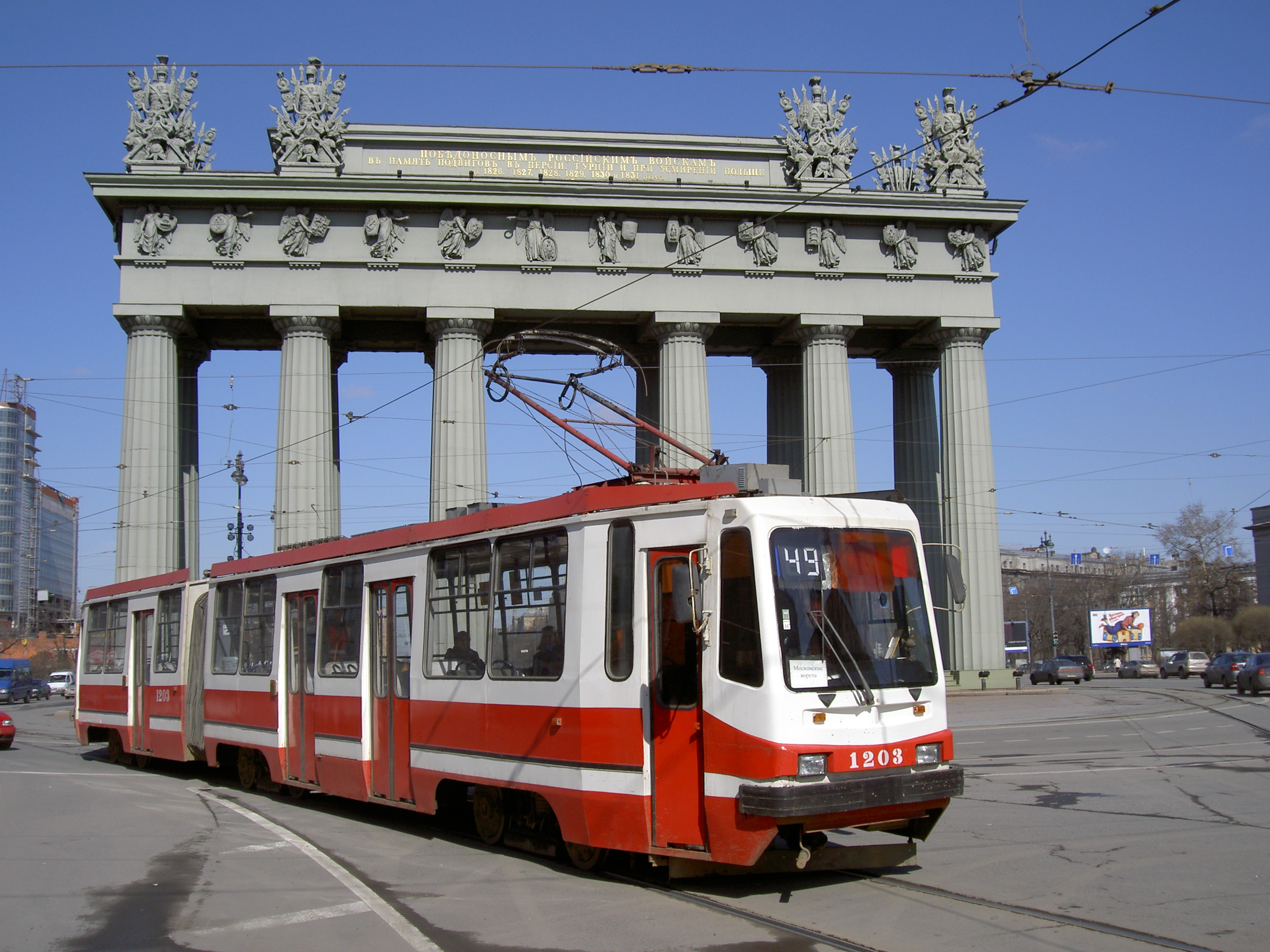
LVS-97A（サンクトペテルブルク、2008年撮影）
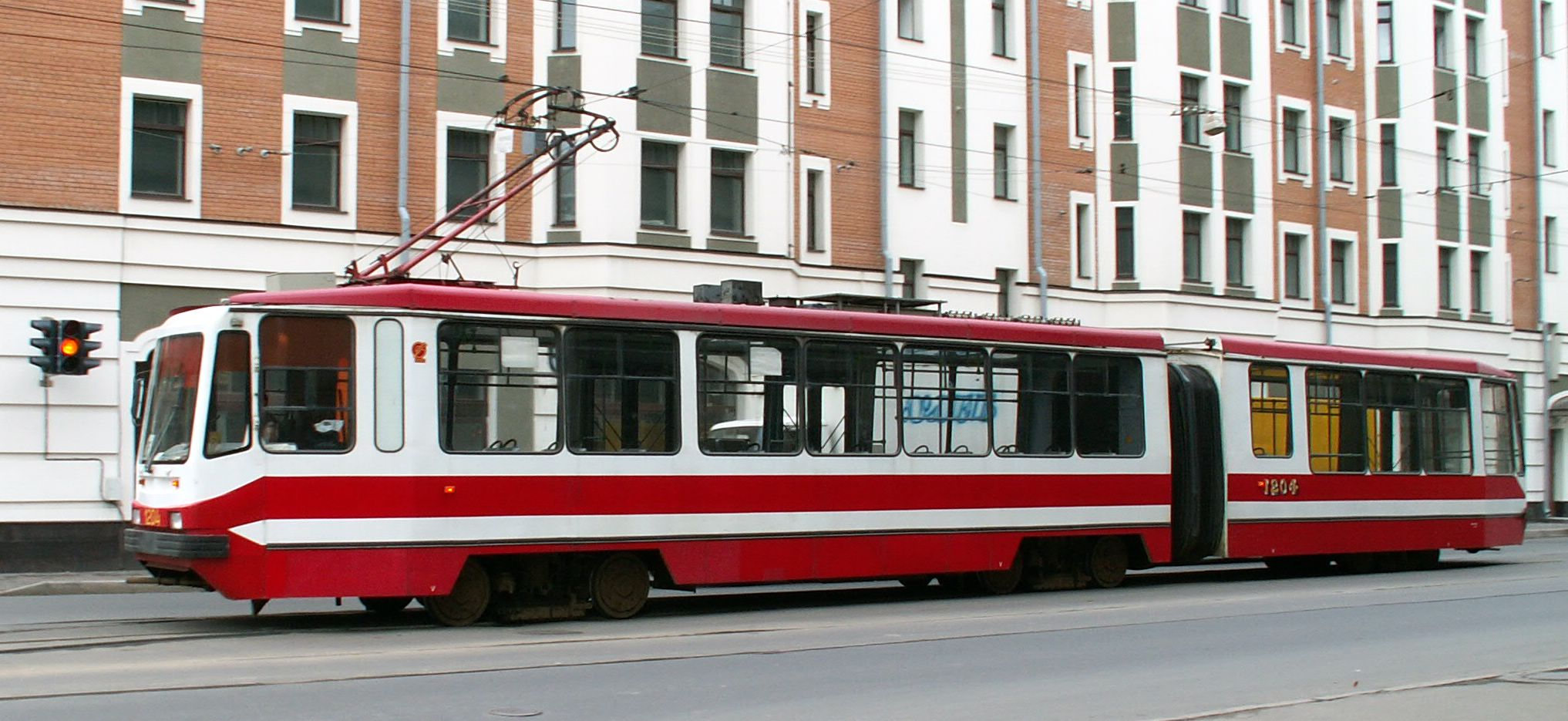
LVS-97A-01（サンクトペテルブルク、2006年撮影）